# Rhythm of My Heart
«Rhythm of My Heart» es una canción escrita por Marc Jordan y John Capek que fue grabada por primera vez por el artista holandés de rock and roll René Shuman, incluida en su álbum debut homónimo de 1986.
En 1991, el cantante británico Rod Stewart grabó la canción para su álbum Vagabond Heart con la producción de Trevor Horn. Es la canción de apertura del álbum y fue lanzada como su segundo sencillo el 4 de marzo de 1991 por Warner.
La versión de Stewart alcanzó el número 3 en la UK Singles Chart del Reino Unido, el número 5 en el Billboard Hot 100 de Estados Unidos y el número 1 en las listas de Canadá e Irlanda. 

## Información de la canción
La melodía es una adaptación de "Loch Lomond". La métrica, las estrofas y la letra también se basan en el poema, un guiño a la herencia escocesa de Stewart. Kevin Weed tocó la Gran gaita de las Tierras Altas que se escuchó durante la versión de Stewart.

## Lista de canciones
| - sencillo 7" 1. "Rhythm of My Heart" – 4:12 2. "Moment of Glory" – 4:37 - maxi 12" 1. "Rhythm of My Heart" – 4:12 2. "Moment of Glory" – 4:37 3. "I Don't Want to Talk About It" (newly recorded) – 4:49 | - maxi CD – Europa 1. "Rhythm of My Heart" – 4:12 2. "Moment of Glory" – 4:37 3. "I Don't Want to Talk About It" (newly recorded) – 4:49 |

## Posicionamiento en listas
| Lista (1991)                          | Máxima posición |
| ------------------------------------- | --------------- |
| Alemania (Offizielle Deutsche Charts) | 4               |
| Australia (ARIA)                      | 2               |
| Austria (Ö3 Austria Top 40)           | 5               |
| Bélgica (Flandes) (Ultratop 50)       | 10              |
| Canadá (RPM Top Singles)              | 1               |
| Dinamarca (IFPI)                      | 9               |
| Estados Unidos (Billboard Hot 100)    | 5               |
| Estados Unidos (Adult Contemporary)   | 2               |
| Estados Unidos (Mainstream Rock)      | 13              |
| Europa ((European Hot 100 Singles)    | 7               |
| Francia (SNEP)                        | 20              |
| Irlanda (IRMA)                        | 1               |
| Nueva Zelanda (Recorded Music NZ)     | 6               |
| Países Bajos (Dutch Top 40)           | 18              |
| Países Bajos (Mega Single Top 100)    | 21              |
| Reino Unido (UK Singles Chart)        | 3               |
| Suecia (Sverigetopplistan)            | 17              |
| Suiza (Schweizer Hitparade)           | 9               |
| Zimbabue (ZIMA)                       | 7               |

## Otras versiones
"Rhythm of My Heart" también fue versionada por la banda escocesa Runrig, para la banda sonora de la película Loch Ness cuando se lanzó en CD en 2005, en lugar de la versión de Stewart que se escucha en la película.
Amy Macdonald y Rod Stewart interpretaron la canción (con letra adaptada) en la ceremonia de apertura de los Juegos de la Mancomunidad de 2014 en Glasgow.